# Římskokatolická farnost Křtěnov
Římskokatolická farnost Křtěnov je bývalé územní společenství římských katolíků v rámci vikariátu České Budějovice - venkov českobudějovické diecéze.

## O farnosti

### Historie

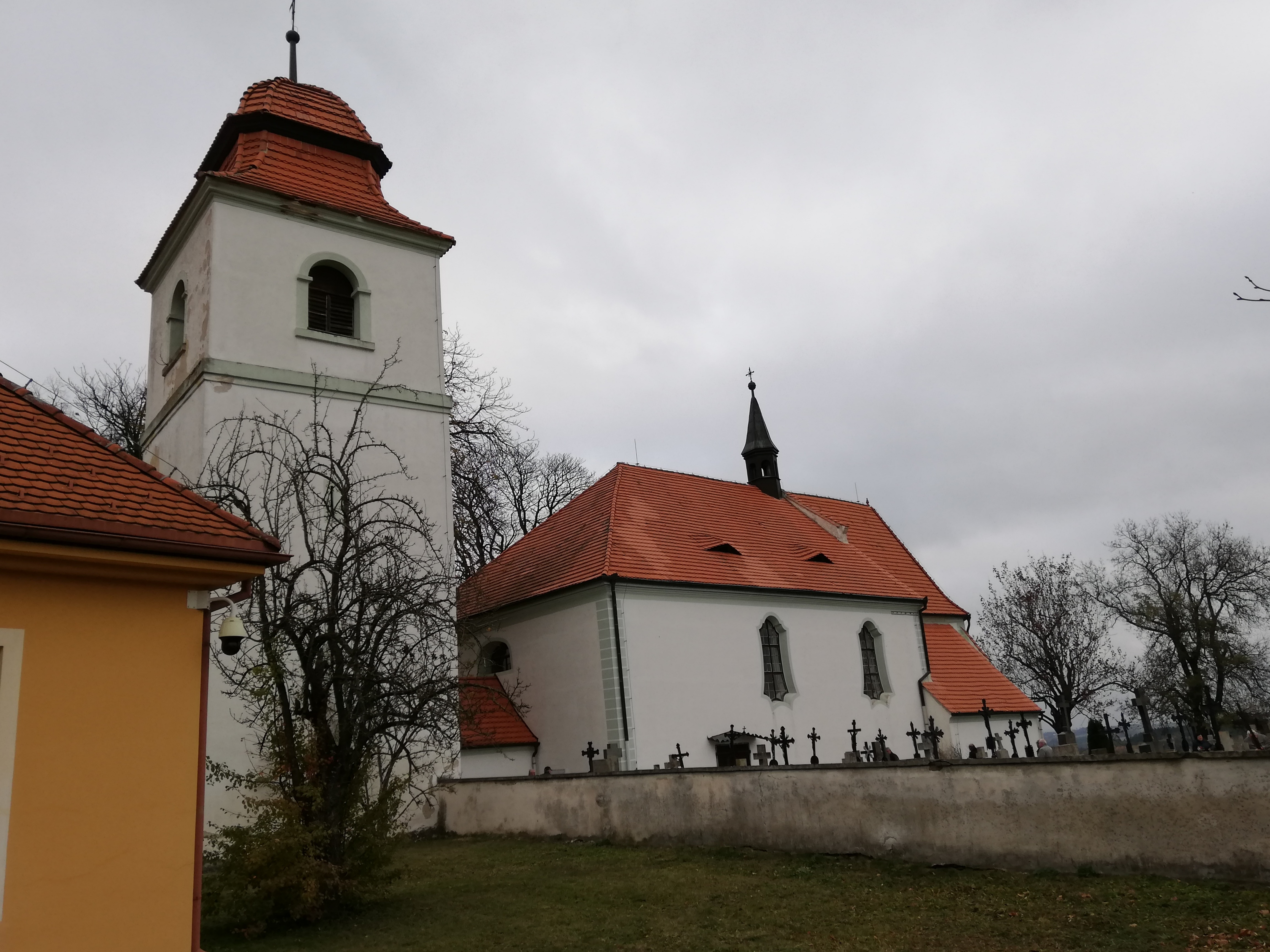
Bývalý farní kostel svatého Prokopa ve Křtěnově

Ve středověku existovala ve Křtěnově plebánie. V roce 1261 je zde dokladován plebán Mathias. Byla zde samostatná kolatura, která po třicetileté válce zanikla. V roce 1787 byla v místě zřízena lokálie, ze které byla v roce 1854 vytvořena samostatná farnost. V závěru 20. století ves Křtěnov zanikla v důsledku výstavby Jaderné elektrárny Temelín. Z původní vesnice zůstal stát pouze kostel sv. Prokopa a několik domů. 

### Současnost
Křtěnovská farnost byla k 31.12.2019 zrušena a připojena k farnosti Týn nad Vltavou.
| Kostel             | Místo   | Bohoslužba             | Bohoslužba             | Poznámka     |
| ------------------ | ------- | ---------------------- | ---------------------- | ------------ |
| Kostel sv. Prokopa | Křtěnov | neslouží se pravidelně | neslouží se pravidelně | farní kostel |
| Kaple              | Temelín | neslouží se pravidelně | neslouží se pravidelně | obecní kaple |